# Yaser Asprilla
Yaser Esnaider Asprilla Martínez, noto semplicemente come Yaser Asprilla (Bajo Baudó, 19 novembre 2003), è un calciatore colombiano, attaccante del Girona, della nazionale Under-20 colombiana e della nazionale colombiana.

## Caratteristiche tecniche
Il suo ruolo principale è quello di centrocampista avanzato, ma ha giocato anche da esterno su entrambe le fasce. Di piede sinistro, le sue doti più evidenti sono le ottime doti tecniche e atletiche, nonché un buon senso del gol e un buon senso della posizione.
Per le sue caratteristiche, è stato paragonato all'omonimo e connazionale Faustino Asprilla, a cui però non è legato da alcun legame di parentela. Inoltre, è considerato una delle migliori giovani promesse colombiane della sua generazione.

## Carriera

### Club

#### Gli inizi, Envigado
Nato a Bajo Baudó, città della costa pacifica della Colombia, a undici anni Asprilla è entrato a far parte del settore giovanile dell'Envigado, società già conosciuta per aver fatto muovere i primi passi calcistici a diversi professionisti di successo e di lungo corso nella squadra nazionale. Ha debuttato in prima squadra il 2 dicembre 2020, in occasione dell'incontro della massima serie locale perso per 3-0 contro l'Independiente Medellín.
Promosso in pianta stabile in prima squadra a partire dalla stagione seguente, il 18 luglio 2021 Asprilla ha realizzato la sua prima rete fra i professionisti, nel pareggio per 2-2 contro l'Atlético Nacional. Al termine di entrambe le fasi del campionato, il giovane centrocampista ha totalizzato cinque reti in diciannove partite, aiutando così la sua squadra a raggiungere il tredicesimo posto finale.

#### Watford
Dopo mesi di trattativa, legati anche alla necessità del giocatore di ottenere un permesso di soggiorno e lavoro per poter completare il trasferimento, il 17 gennaio 2022 Asprilla è stato ufficialmente ceduto a titolo definitivo al Watford. Il 4 febbraio seguente, però, il colombiano ha fatto ritorno all'Envigado con la formula del prestito sino al giugno dello stesso anno. Da luglio 2022 torna al Watford per restare a giocare, la prima stagione colleziona 40 presenze con 1 rete e 2 assist. La stagione 2023-2024 è positiva anche in zona goal con 6 reti, 7 assist in 44 presenze in Championship, aiutando cosi a salvare il club che ha concluso il campionato al 15º posto.

#### Girona
Il 23 agosto 2024 viene acquistato a titolo definitivo dal Girona, con cui sottoscrive un contratto di sei anni valido fino al 30 giugno 2030.

### Nazionale

#### Nazionali giovanili
Il 9 maggio 2023, è stato incluso dal selezionatore Héctor Cárdenas nella lista dei convocati della nazionale Under-20 partecipante al Mondiale di categoria in Argentina.

#### Nazionale maggiore
Il 7 gennaio 2022, Asprilla ha ricevuto la sua prima convocazione con la nazionale maggiore colombiana dall'allenatore Reinaldo Rueda; ha quindi fatto il suo esordio ufficiale nove giorni più tardi, sostituendo l'infortunato Juan Fernando Quintero nell'amichevole vinta per 2-1 contro l'Honduras.
Viene convocato per la Copa America 2024 con la sua Colombia.

## Statistiche

### Presenze e reti nei club
Statistiche aggiornate al 15 agosto 2025.
| Stagione        | Squadra         | Campionato      | Campionato | Campionato | Coppe nazionali | Coppe nazionali | Coppe nazionali | Coppe continentali | Coppe continentali | Coppe continentali | Altre coppe | Altre coppe | Altre coppe | Totale | Totale | Totale |
| Stagione        | Squadra         | Comp            | Pres       | Reti       | Comp            | Pres            | Reti            | Comp               | Pres               | Reti               | Comp        | Pres        | Reti        | Pres   | Reti   |        |
| --------------- | --------------- | --------------- | ---------- | ---------- | --------------- | --------------- | --------------- | ------------------ | ------------------ | ------------------ | ----------- | ----------- | ----------- | ------ | ------ | ------ |
| 2020            | Envigado        | A               | 2          | 0          | CC              | 0               | 0               | -                  | -                  | -                  | -           | -           | -           | 2      | 0      |        |
| 2021            | Envigado        | A               | 20         | 5          | CC              | 0               | 0               | -                  | -                  | -                  | -           | -           | -           | 20     | 5      |        |
| gen.-giu. 2022  | Envigado        | A               | 18         | 1          | CC              | 0               | 0               | -                  | -                  | -                  | -           | -           | -           | 18     | 1      |        |
| Totale Envigado | Totale Envigado | Totale Envigado | 40         | 6          |                 | 0               | 0               |                    | -                  | -                  |             | -           | -           | 40     | 6      |        |
| 2022-2023       | Watford         | FLC             | 37         | 1          | FACup+CdL       | 1+1             | 0               | -                  | -                  | -                  | -           | -           | -           | 39     | 1      |        |
| 2023-2024       | Watford         | FLC             | 44         | 6          | FACup+CdL       | 3+0             | 0+0             | -                  | -                  | -                  | -           | -           | -           | 47     | 6      |        |
| Totale Watford  | Totale Watford  | Totale Watford  | 81         | 7          |                 | 5               | 0               |                    | -                  | -                  |             | -           | -           | 86     | 7      |        |
| 2024-2025       | Girona          | PD              | 27         | 3          | CR              | 0               | 0               | UCL                | 6                  | 0                  | -           | -           | -           | 33     | 3      |        |
| 2025-2026       | Girona          | PD              | 1          | 0          | CR              | 0               | 0               | -                  | -                  | -                  | -           | -           | -           | 1      | 0      |        |
| Totale Girona   | Totale Girona   | Totale Girona   | 28         | 3          |                 | 0               | 0               |                    | 6                  | 0                  |             | -           | -           | 34     | 3      |        |
| Totale carriera | Totale carriera | Totale carriera | 149        | 16         |                 | 5               | 0               |                    | 6                  | 0                  |             | -           | -           | 160    | 16     |        |

### Cronologia presenze e reti in nazionale
| Cronologia completa delle presenze e delle reti in nazionale ― Colombia | Cronologia completa delle presenze e delle reti in nazionale ― Colombia | Cronologia completa delle presenze e delle reti in nazionale ― Colombia | Cronologia completa delle presenze e delle reti in nazionale ― Colombia | Cronologia completa delle presenze e delle reti in nazionale ― Colombia | Cronologia completa delle presenze e delle reti in nazionale ― Colombia | Cronologia completa delle presenze e delle reti in nazionale ― Colombia | Cronologia completa delle presenze e delle reti in nazionale ― Colombia |
| Data                                                                    | Città                                                                   | In casa                                                                 | Risultato                                                               | Ospiti                                                                  | Competizione                                                            | Reti                                                                    | Note                                                                    |
| ----------------------------------------------------------------------- | ----------------------------------------------------------------------- | ----------------------------------------------------------------------- | ----------------------------------------------------------------------- | ----------------------------------------------------------------------- | ----------------------------------------------------------------------- | ----------------------------------------------------------------------- | ----------------------------------------------------------------------- |
| 16-1-2022                                                               | Fort Lauderdale                                                         | Colombia                                                                | 2 – 1                                                                   | Honduras                                                                | Amichevole                                                              | -                                                                       | 43’                                                                     |
| 25-9-2022                                                               | Harrison                                                                | Colombia                                                                | 4 – 1                                                                   | Guatemala                                                               | Amichevole                                                              | 1                                                                       | 72’                                                                     |
| 16-6-2023                                                               | Valencia                                                                | Colombia                                                                | 1 – 0                                                                   | Iraq                                                                    | Amichevole                                                              | -                                                                       | 74’                                                                     |
| 26-3-2024                                                               | Madrid                                                                  | Colombia                                                                | 3 – 2                                                                   | Romania                                                                 | Amichevole                                                              | 1                                                                       | 74’                                                                     |
| 15-6-2024                                                               | East Hartford                                                           | Colombia                                                                | 3 – 0                                                                   | Bolivia                                                                 | Amichevole                                                              | -                                                                       | 46’                                                                     |
| 28-6-2024                                                               | Glendale                                                                | Colombia                                                                | 3 – 0                                                                   | Costa Rica                                                              | Coppa America 2024 - 1º turno                                           | -                                                                       | 71’                                                                     |
| 6-9-2024                                                                | Lima                                                                    | Perù                                                                    | 1 – 1                                                                   | Colombia                                                                | Qual. Mondiali 2026                                                     | -                                                                       | 72’                                                                     |
| 10-10-2024                                                              | El Alto                                                                 | Bolivia                                                                 | 1 – 0                                                                   | Colombia                                                                | Qual. Mondiali 2026                                                     | -                                                                       | 63’                                                                     |
| Totale                                                                  |                                                                         | Presenze                                                                | 8                                                                       |                                                                         | Reti                                                                    | 2                                                                       |                                                                         |